# Alabama State Route 107
Die Alabama State Route 107 (kurz AL 107) ist eine in Nord-Süd-Richtung verlaufende State Route im US-Bundesstaat Alabama.
Die State Route beginnt an der Alabama State Route 18 westlich von Fayette und endet südlich von Guin am U.S. Highway 278. Die zweispurige Straße verläuft parallel zum U.S. Highway 43.